# Stenalcidia pergriseata
Stenalcidia pergriseata är en fjärilsart som beskrevs av W. Warren 1901. Stenalcidia pergriseata ingår i släktet Stenalcidia och familjen mätare. Inga underarter finns listade i Catalogue of Life.